# بخش لوفون
بخش لوفون یکی از بخشهای بزل‌کونتری  در کشور سوئیس است.